# Ясінський Микола Іванович
Мико́ла Іва́нович Ясі́нський — солдат Збройних сил України, учасник російсько-української війни.

## З життєпису
Воював на теренах Луганщини, важко поранений під селом Шишкове. Переніс дві складні операції, проходив реабілітацію в Харкові, Львові та Словаччині. 25 липня 2015 року побрався з обраницею Галиною.

## Нагороди
За особисту мужність і героїзм, виявлені у захисті державного суверенітету та територіальної цілісності України, вірність військовій присязі під час російсько-української війни, відзначений — нагороджений
- 13 серпня 2015 року — орденом «За мужність» III ступеня.